# St. Clemens (Heimbach)

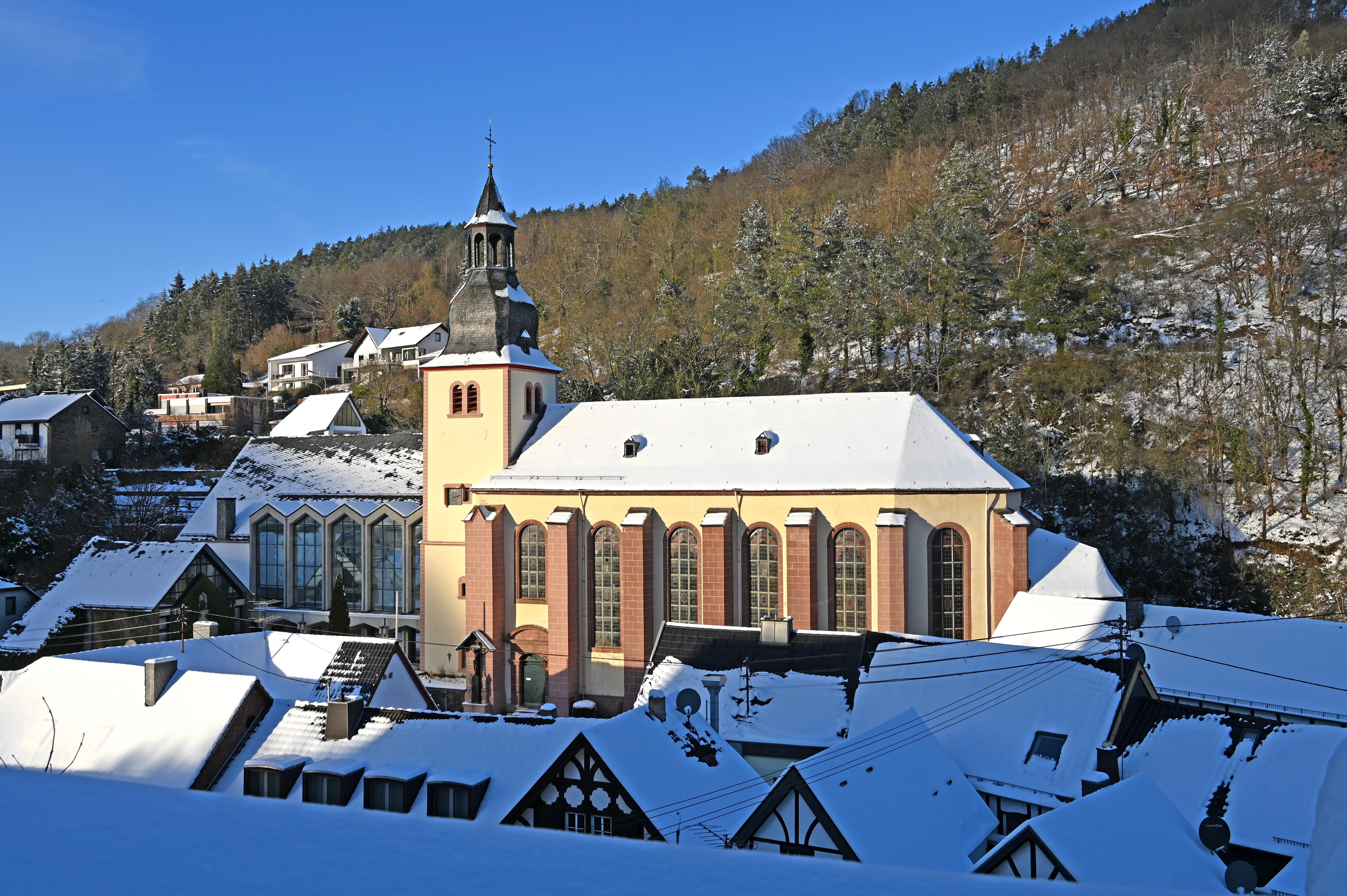
St. Clemens (r.) u. Salvatorkirche (l.)

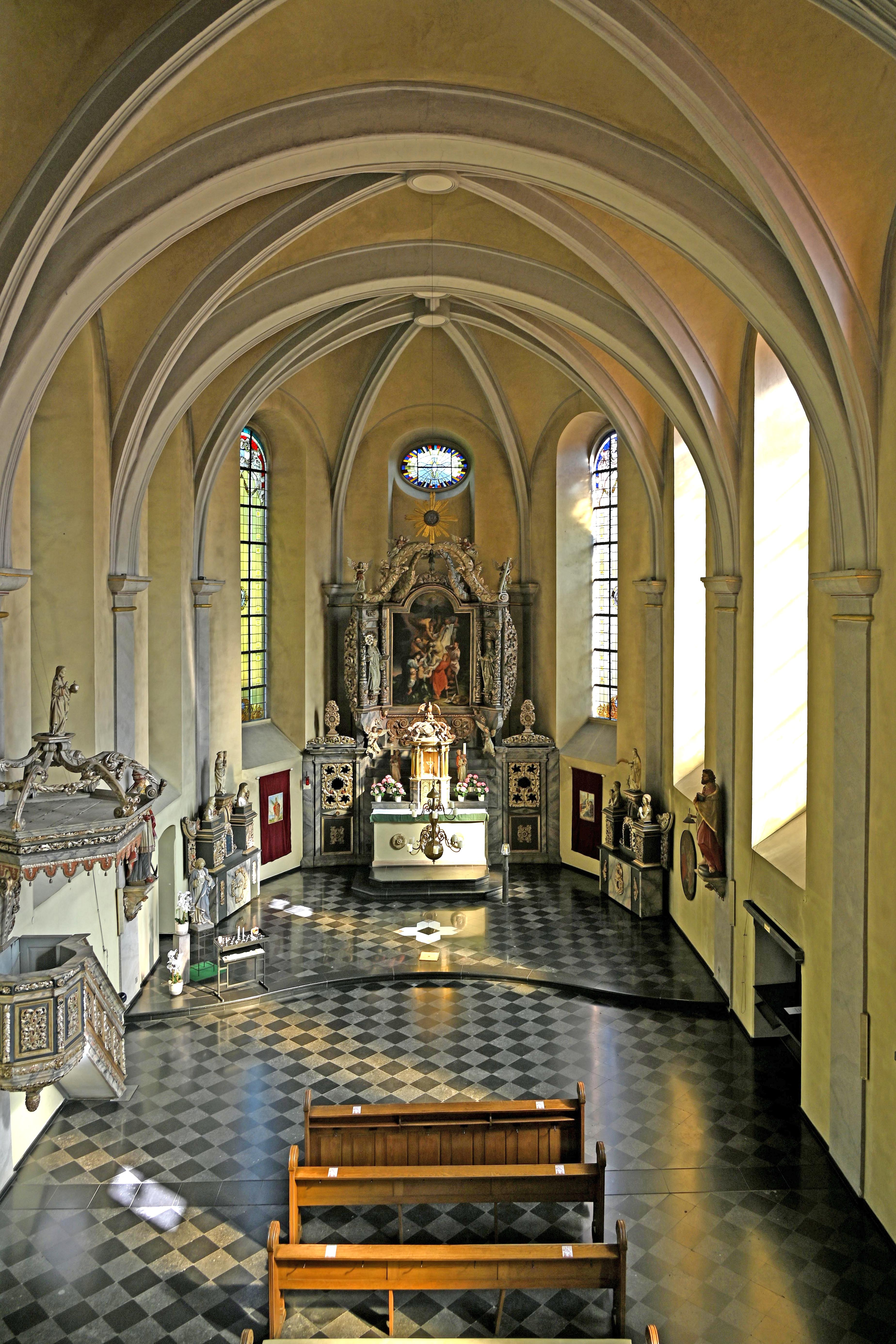
Innenraum, Blick zum Altar

Die römisch-katholische Kirche St. Clemens steht in Heimbach (Eifel) im nordrhein-westfälischen Kreis Düren.
Direkt angebaut an die alte Pfarrkirche ist die neue Kirche St. Salvator. St. Clemens ist eine einschiffige, aus fünf Jochen bestehende Kirche mit dreiseitigem Chorabschluss barocker Prägung.

## Geschichte
Der Kern des Kirchturms ist noch aus romanischer Zeit. Der spätgotische Kirchenbau von 1479 fiel einem Brand von 1687 zum Opfer. Die heutige Kirche St. Clemens wurde am 9. September 1725 geweiht. Die Weihe spendete der Abt von Steinfeld Michael Keull. Nach einem erneuten Brand von 1788 erhielt der Turm die heute Spitze mit der achteckigen Laterne.

## Ausstattung
Der sehenswerte Hochaltar hat einen doppelstöckigen Tabernakel.
Die Kirche ist im Barockstil ausgestattet: Die prächtige Kanzel aus dem 18. Jahrhundert ist, genauso wie der Tabernakel, reich verziert und ein Paradebeispiel des Barocks.
Sakrale Kunstschätze sind die vier Reliquienbüsten der Heiligen auf den Seitenaltären und die Heilig-Grab-Gruppe, von der die Figuren der drei Frauen aus der Zeit um 1500 stammen. Letztere sind 90 cm große Frauengestalten mit Salbgefässen und eine lebensgroße Christusgestalt. Die Gruppe stammt aus Mariawald. Die Statue des heiligen Clemens ist aus dem 18. Jahrhundert.

St. Clemens (Heimbach)
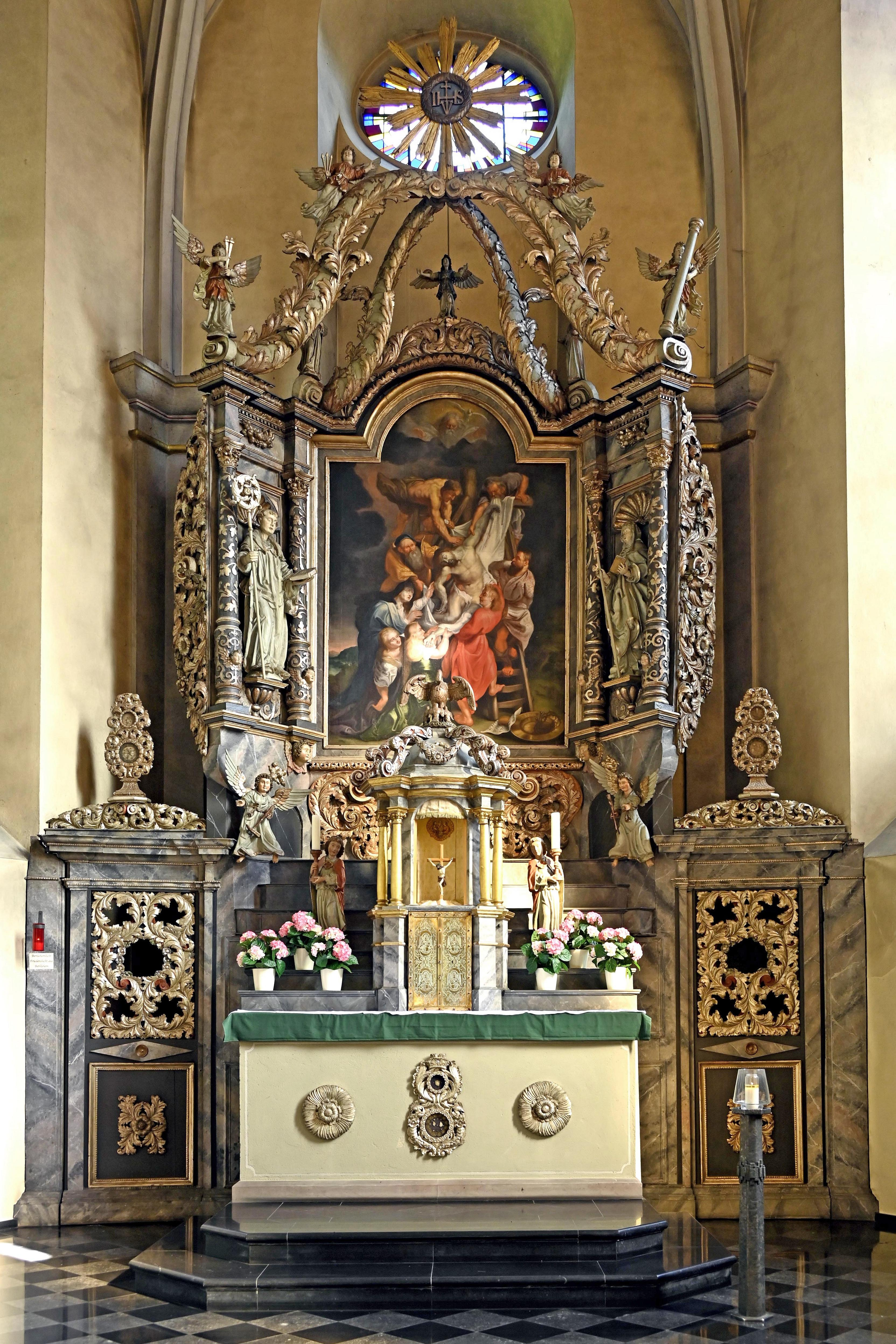
Hochaltar
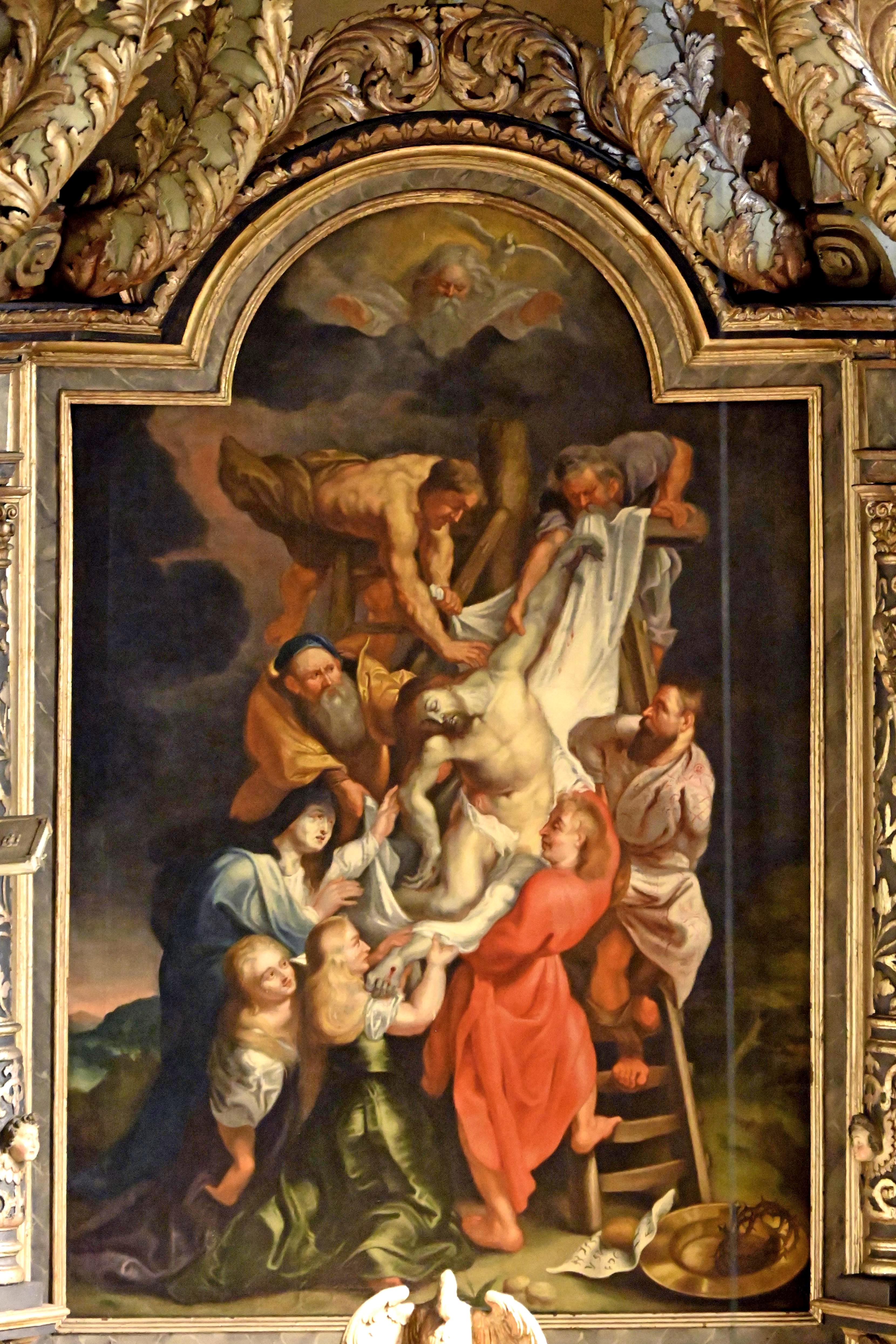
Altarbild
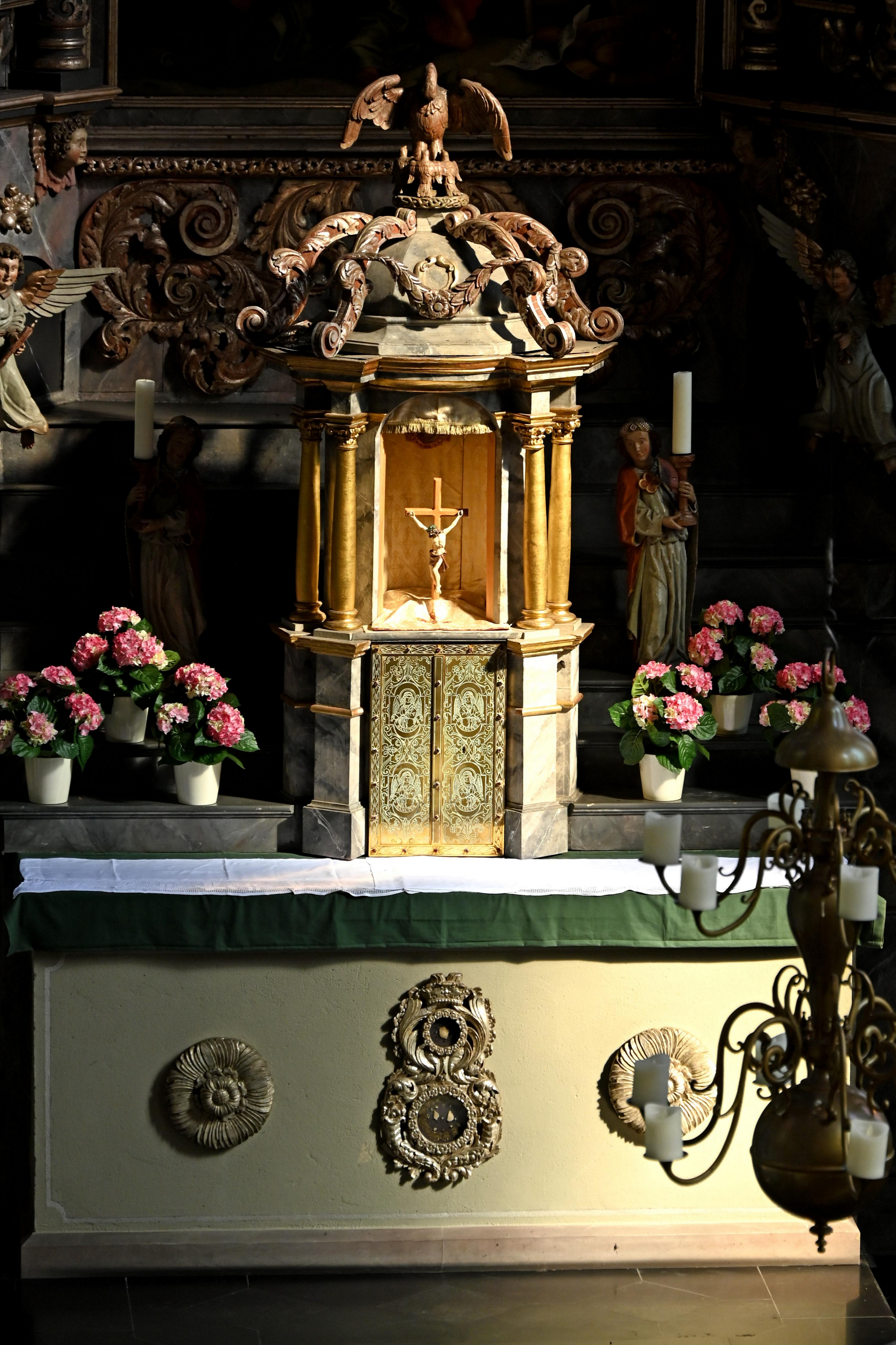
Tabernakel
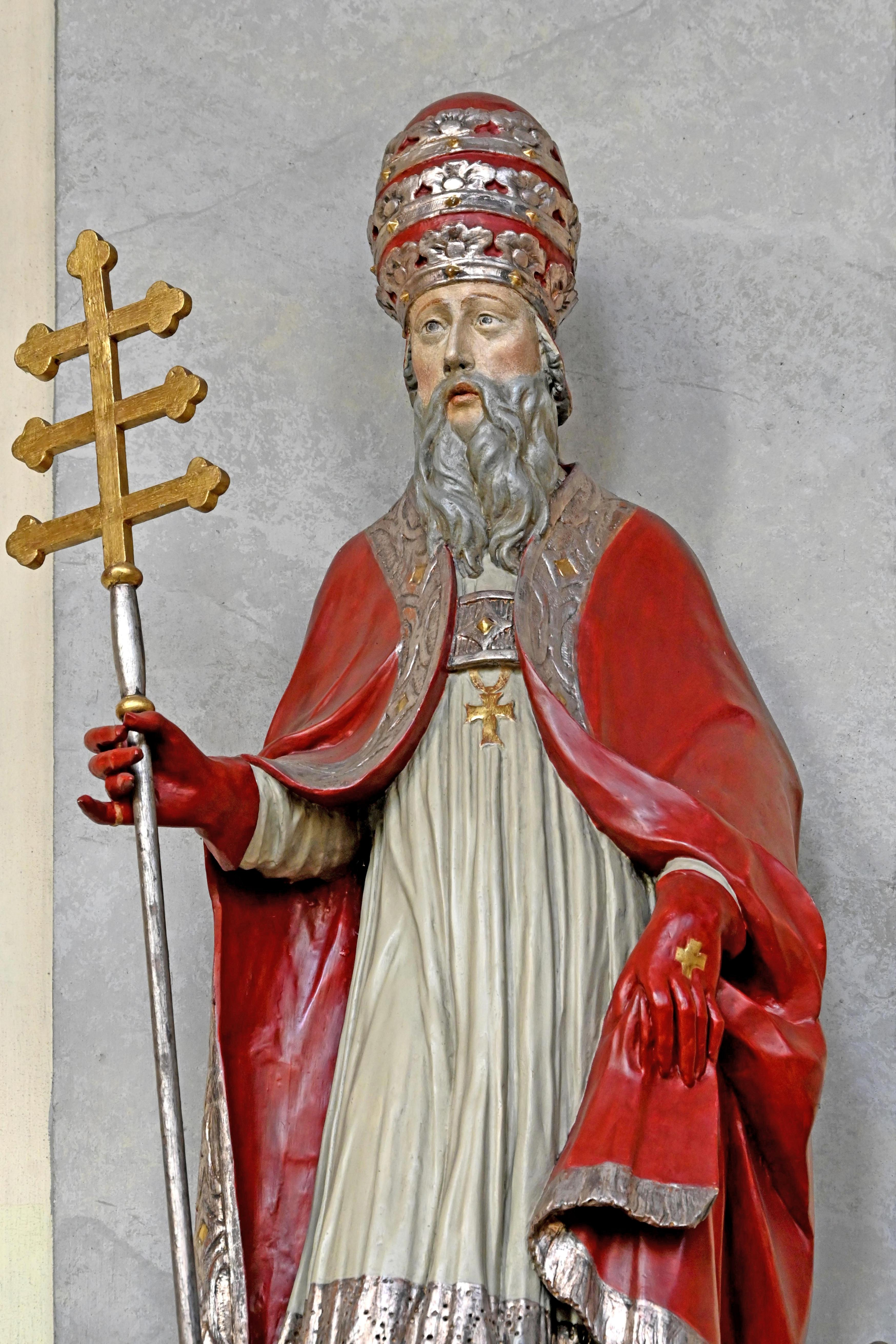
Statue St. Clemens, mit Tiara
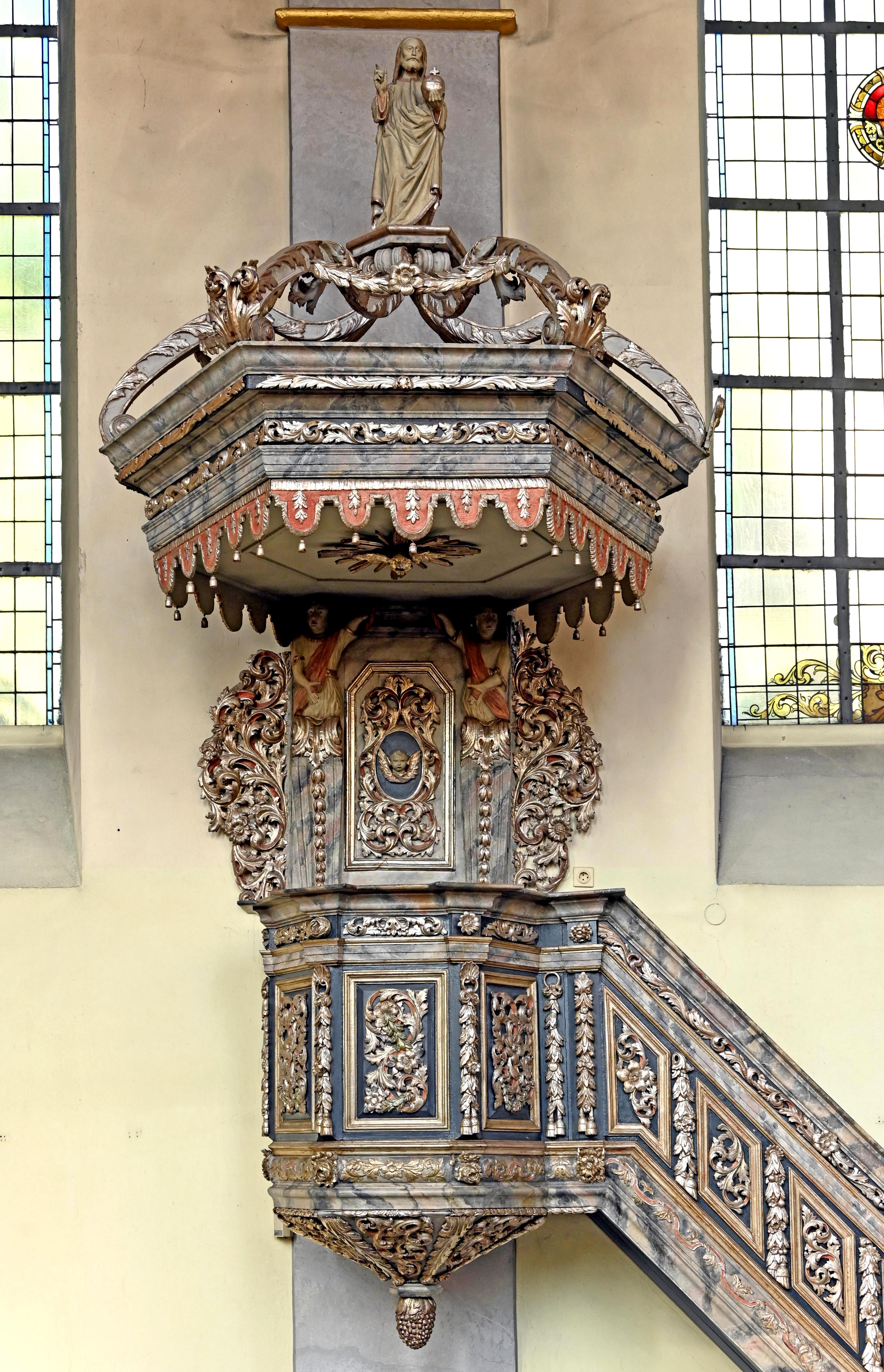
Kanzel
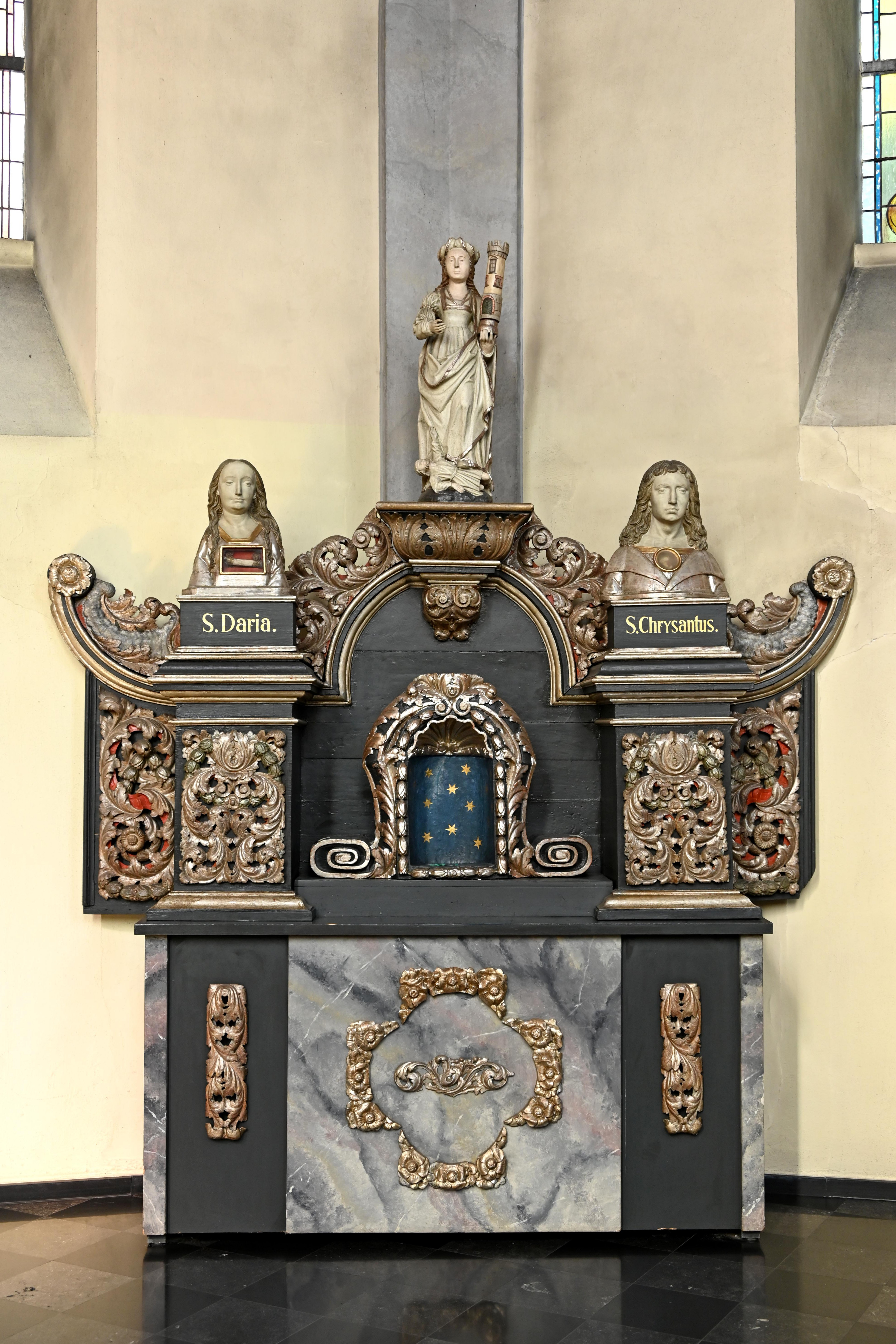
Seitenaltar
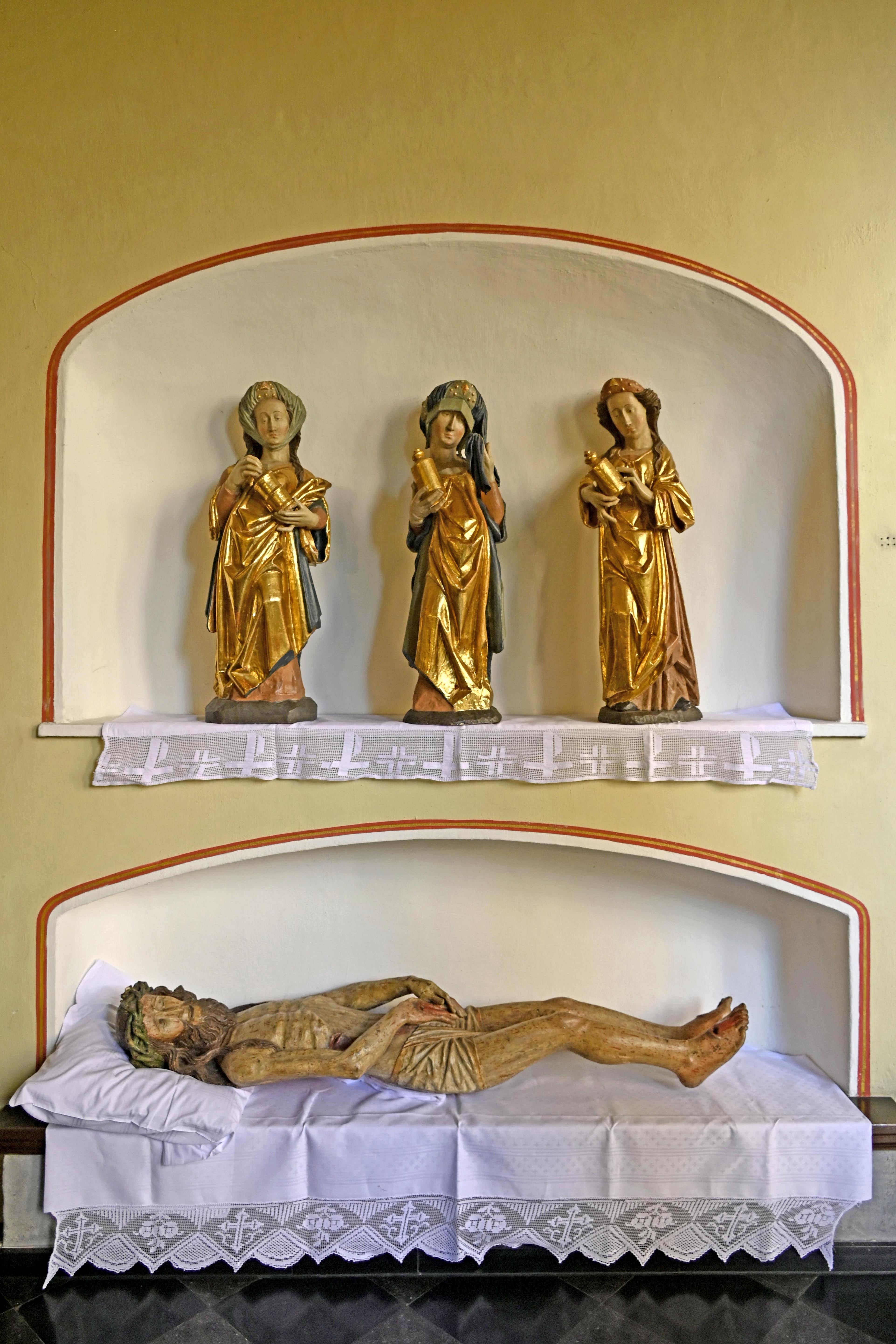
Heilig-Grab-Gruppe

## Wallfahrt
Seit 1804 ist Heimbach ein bekannter Wallfahrtsort. Jährlich pilgern Gläubige zur Pietà der „Schmerzhaften Mutter“, die in einen großen Antwerpener Schnitzaltar eingebunden ist, der sich heute in der angebauten Kirche St. Salvator befindet.

## Orgel

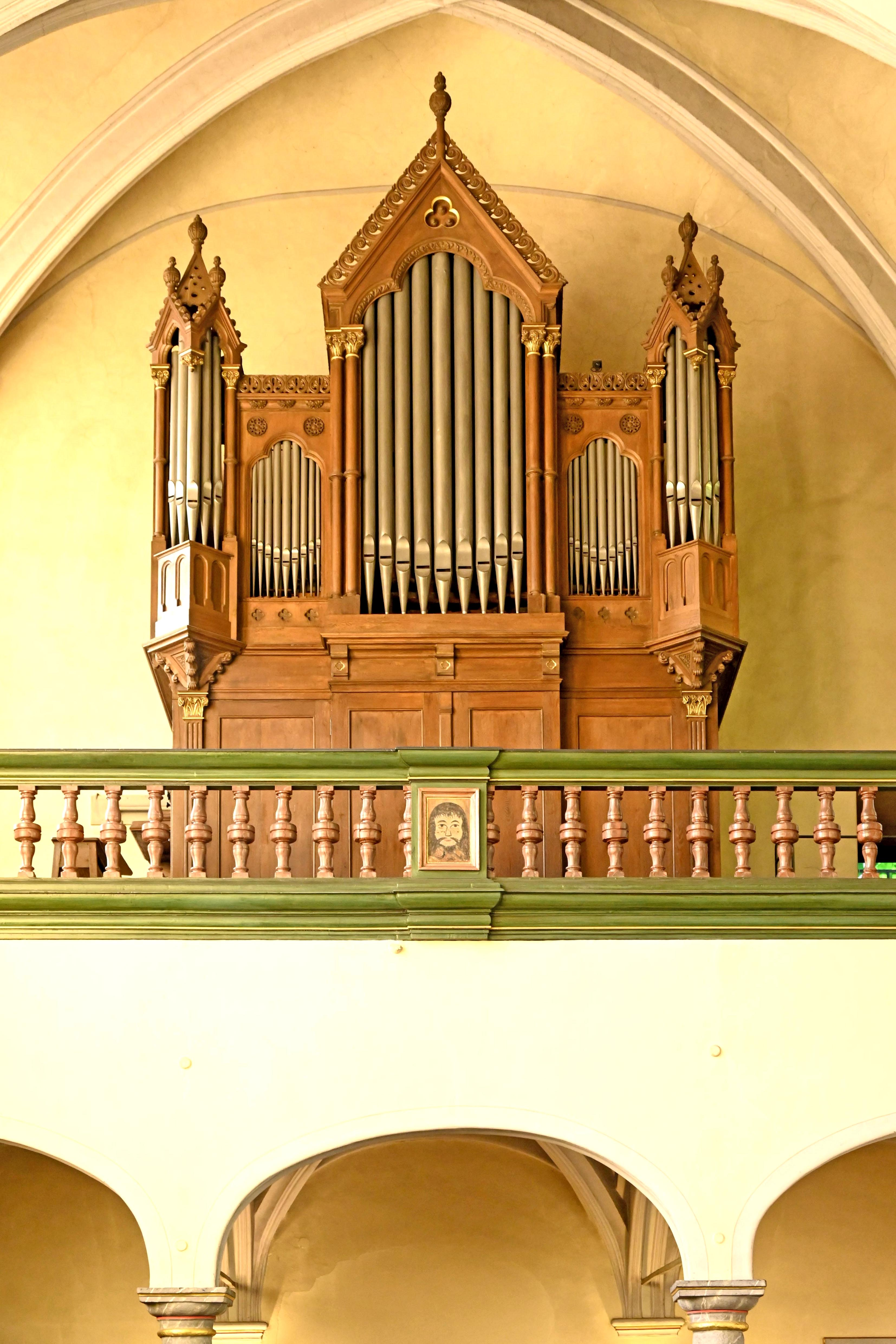
Dauzenberg-Orgel

Die Orgel wurde 1879 von Michael Dauzenberg aus Linnich erbaut. Sie hat Schleifladen mit mechanischer Traktur. Die Registertrakturen sind ebenfalls mechanisch.
| I Hauptwerk C–f3 |        |
| Bordun           | 16′    |
| Principal        | 08′    |
| Flaut major      | 08′    |
| Gamba            | 08′    |
| Octave           | 04′    |
| Flaut            | 04′    |
| Quinte           | 2 ⁄3′  |
| Superoctave      | 02′    |
| Terz             | 1 3⁄5′ |
| Mixtur III       | 02′    |
| Trompete         | 08′    |

| II Manual C–f3  |    |
| Hohlflaut       | 8′ |
| Fernflöte       | 8′ |
| Salicional      | 8′ |
| Prestant        | 4′ |
| Flaut travers   | 4′ |
| Superflöte      | 2′ |
| Basson-Hautbois | 8′ |

| Pedal C–d1    |     |
| Subbaß        | 16′ |
| Principal Baß | 08′ |
| Violon        | 08′ |
| Posaune       | 16′ |

- Koppeln: II/I, I/P

## Pfarrer
Folgende Priester wirkten bislang als Pfarrer an St. Clemens:
- 1907–1939: Peter Breidenbend
- 1939–1952: Franz Naß
- 1952–1974: Peter Hoffmann
- 1974–2001: Joseph Olivier
- 2001–2006: Johannes Bündgens
- 2007–2023: Hans Doncks
- Seit 2023: Kurt Josef Wecker